# Eduard Ulrich mladší
Eduard Ulrich mladší, respektive JUDr. Eduard rytíř Ulrich z Johrnsdorfu (JUDr. Eduard Ritter Ulrich von Jornsdorf) (13. září 1855 Brno – 19. března 1904 Brno) byl moravský právník a rakousko-uherský politik německé národnosti. Od mládí působil v advokacii, v letech 1890–1904 byl poslancem moravského zemského sněmu. Byl spolumajitelem Kleinova paláce v Brně a velkostatku Třemešek na severní Moravě.

## Životopis

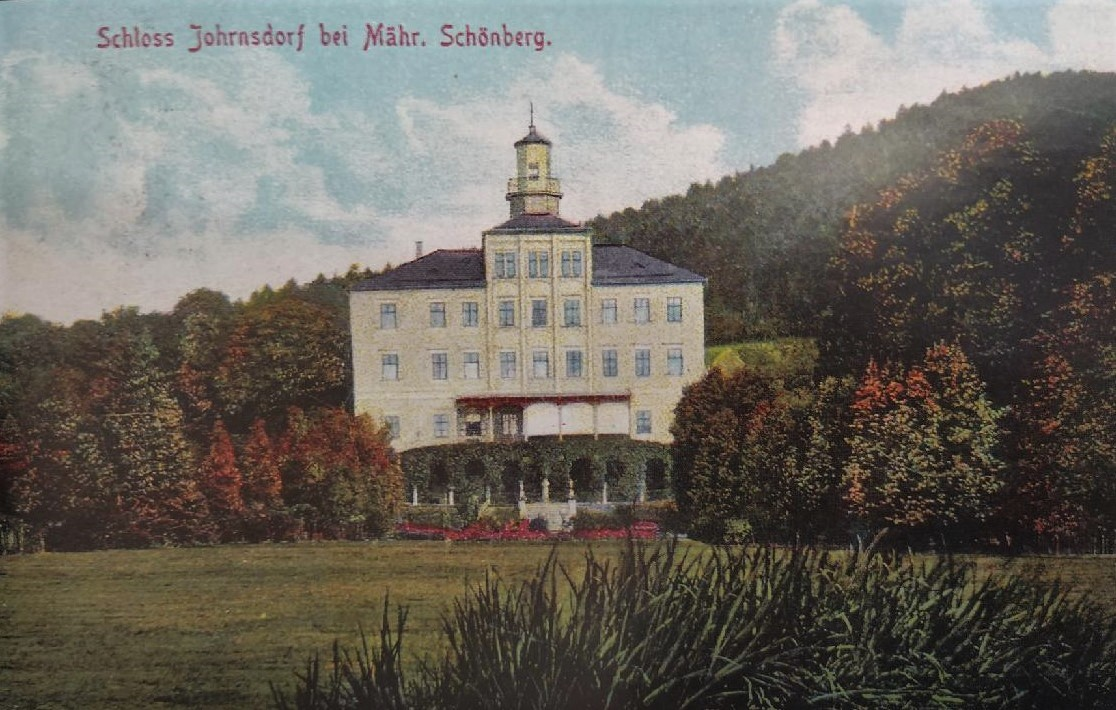
Zámek Třemešek, majetek Eduarda Ulricha v letech 1881–1904 (pohlednice z roku 1900)

Narodil se v Brně jako jediný syn vlivného brněnského advokáta a moravského zemského poslance Eduarda Ulricha (1813–1881) a jeho manželky Marie (1825–1904), která pocházela z bohaté podnikatelské rodiny Kleinů. Vystudoval práva a původně působil jako advokát, po náhlé otcově smrti převzal správu velkostatku Třemešek, který vlastnil spolu s matkou. V letech 1890–1904 byl poslancem moravského zemského sněmu za velkostatkářskou kurii. Politice na zemské úrovni se aktivně věnoval a ve sněmu často vystupoval k různým tématům. V letech 1896–1904 byl též přísedícím moravského zemského výboru. V roce 1898 byl povýšen do šlechtického stavu a od té doby užíval jméno Ulrich von Johrnsdorf (německý název Třemešku).
Mimo veřejné aktivity spravoval velkostatek Třemešek se zámkem, který vlastnil spolu s matkou po otcově smrti v roce 1881. Zámek Třemešek se v 90. letech stal centrem společenského života na Šumpersku, jako domácí učitel zde mimo jiné pobýval pozdější rakouský prezident Karl Renner. Kromě Třemešku vlastnil Eduard spolu s matkou také Kleinův palác v Brně. Marie Ulrichová, rozená Kleinová, zemřela 31. ledna 1904 a Eduard o necelé dva měsíce spáchal sebevraždu. Příčiny nejsou jasné, vzhledem k některým náznakům předchozího chodu velkostatku v Třemešku mohly být finančního charakteru. Případné problémy v rodině naznačuje také fakt, že Eduardova poslední vůle vůbec nezmiňuje manželku Mathildu, s níž se oženil v roce 1881. Mathilda pocházela z významné brněnské podnikatelské rodiny Offermannů. Dědičkami velkostatku Třemešek a Kleinova paláce v Brně se staly Eduardovy sestry, které krátce poté všechen majetek prodaly.